# Езенс
Езенс (нім. Esens) — місто в Німеччині, розташоване в землі Нижня Саксонія. Входить до складу району Віттмунд. Центр об'єднання громад Езенс.
Площа — 26,83 км2. Населення становить 7288 ос. (станом на 31 грудня 2021).